# Pogoniinae
Pogoniinae es una tribu de orquídeas perteneciente a la subfamilia 
Vanilloideae.
Pogoniinae se divide en cinco géneros, con un total de 78 especies, distribuidas por América, con 75 especies y Asia Oriental, con solo tres especies. Las plantas son de hábitos terrestres y perennes, por lo general de crecimiento simpodial y a menudo con los tallos huecos.
Las especies pertenecientes a la tribu Pogoniinae solo se encuentran en la naturaleza, porque, cuando se extraen de su hábitat natural, sus largas raíces suelen sufrir daños irreparables. Asimismo, la reproducción comercial de semillas es difícil porque en el momento de replantarla es necesario mucho cuidado de no dañarlas, por lo que los productores se limitan a la gestión de las orquídeas. Además, las plantas de hábitos terrestres no son generalmente muy notables y no encajan bien en macetas.
Antes de la llegada de su análisis molecular, hubo mucha controversia sobre el posicionamiento exacto de la tribu entre las orquídeas. A continuación la se consideró una tribu anómala y se clasificó por separado.

## Taxonomía de Pogonieae
Los cinco géneros pueden ser reconocidos y separados por las siguientes características:
- Pogoniopsis - son plantas sin clorofila ni hojas.
- Isotria - todas las hojas se encuentran alrededor de las flores, no se alternan como las otras.
- Duckeella - tiene flores amarillas y largas hojas lineares.
- Pogonia - las flores casi siempre solitarias, tienen un labelo muy peludo y las raíces no tienen tubérculos.
- Cleistes - flores con pelos cortos, raíces generalmente tuberosas.